# Sébastien Pouderoux
Pour les articles homonymes, voir Pouderoux.
Sébastien Pouderoux, né le 21 décembre 1982, est un acteur de théâtre et de cinéma français. Ancien élève de l’École du Théâtre national de Strasbourg, il est nommé pensionnaire de la Comédie-Française en 2012, puis sociétaire en 2019.

## Biographie
Diplômé en 2007 de l’École du Théâtre national de Strasbourg, Sébastien Pouderoux va y rencontrer de nombreux metteurs en scène, à l'instar de Christophe Rauck ou Alain Françon. Il entame ensuite une carrière théâtrale où il va jouer sous la direction de Stéphane Braunschweig, Daniel Jeanneteau ou encore Marie-Christine Soma.
Avec Christophe Honoré, il obtient un rôle dans la pièce Angelo, tyran de Padoue, créée en 2009 au Festival d’Avignon, puis dans son film Homme au bain en 2010 et de nouveau à Avignon où il joue le rôle de Claude Simon dans la pièce Nouveau roman en 2011.
Avec ses camarades de promotion Marie Rémond et Clément Bresson, il crée en 2011 la pièce André, adaptée de la biographie Open d’André Agassi. Le trio créera ensuite en 2012 le spectacle Vers Wanda, inspiré de la vie de la réalisatrice Barbara Loden et de son unique film Wanda.
Il intègre la Comédie Française comme pensionnaire en 2012. ll y travaille notamment avec les metteurs en scène Clément Hervieu-Léger, Lilo Baur, Muriel Mayette-Holtz, Ivo van Hove et Thomas Ostermeier. En 2015, il collabore à nouveau avec Marie Rémond pour la mise en scène de Comme une pierre qui… d'après Greil Marcus, où il incarne le personnage de Bob Dylan lors de la séance d'enregistrement de la chanson Like a Rolling Stone. En 2019, il est nommé 535e sociétaire de la Comédie Française.
En dehors de la Comédie-Française, il joue au théâtre dans La Mouette de Tchekhov, sous la direction de Thomas Ostermeier en 2016. Il poursuit également sa carrière au cinéma.

## Théâtre

### Comédie-Française (sélection)

#### Comédien
- 2013 : Troïlus et Cressida de Shakespeare, mise en scène Jean-Yves Ruf
- 2013 : Amphitryon de Molière, mise en scène Jacques Vincey
- 2014 : Le Songe d’une nuit d’été de Shakespeare, mise en scène Muriel Mayette-Holtz
- 2015 : La Maison de Bernarda Alba de Federico García Lorca, mise en scène Lilo Baur
- 2015 : Lucrèce Borgia de Victor Hugo, mise en scène Denis Podalydès
- 2017 : Les Damnés d'après le scénario de Luchino Visconti, mise en scène Ivo van Hove
- 2017 : Le Misanthrope de Molière, mise en scène Clément Hervieu-Léger
- 2017 : Après la pluie de Sergi Belbel, mise en scène Lilo Baur[11]
- 2018 : L’Éveil du printemps de Frank Wedekind, mise en scène Clément Hervieu-Léger
- 2018 : La Nuit des rois, ou Tout ce que vous voulez de William Shakespeare, mise en scène Thomas Ostermeier
- 2019 : Les Serge, mise en scène Stéphane Varupenne et Sébastien Pouderoux
- 2020 : Le Côté de Guermantes, mise en scène Christophe Honoré
- 2021 : La Cerisaie de Anton Tchekhov, mise en scène Clément Hervieu-Léger, Salle Richelieu
- 2022 : Les Précieuses ridicules de Molière, mise en scène Stéphane Varupenne et Sébastien Pouderoux, Théâtre du Vieux-Colombier
- 2022 : Jean-Baptiste, Madeleine, Armande et les autres, mise en scène Julie Deliquet
- 2023 : Et si c'étaient eux ? de et mise en scène Christophe Montenez et Jules Sagot, Théâtre du Vieux-Colombier
- 2024 : Contre de Constance Meyer, Agathe Peyrard et Sébastien Pouderoux, mise en scène Constance Meyer et Sébastien Pouderoux, Théâtre du Vieux-Colombier

#### Mise en scène
- 2015 : Comme une pierre qui… d'après Greil Marcus, co-créé avec Marie Remond[8],[12].
- 2019 : Les Serge, cocréé avec Stéphane Varupenne
- 2022 : Les Précieuses ridicules de Molière, mise en scène avec Stéphane Varupenne, Théâtre du Vieux-Colombier

### Hors Comédie-Française (sélection)
- 2008 : Le Tartuffe de Molière, mise en scène Stéphane Braunschweig, Théâtre national de Strasbourg
- 2009 : Angelo, tyran de Padoue de Victor Hugo, mise en scène Christophe Honoré, Festival d’Avignon[3],
- 2011 : Nouveau roman de Christophe Honoré, mise en scène de l'auteur, Festival d’Avignon, Théâtre national de la Colline
- 2011 : André, co-créé avec Marie Rémond, Théâtre du Rond-Point, Paris
- 2012 : Vers Wanda de Marie Rémond, Théâtre national de La Colline, Paris
- 2016 : La Mouette de Tchekhov, mise en scène Thomas Ostermeier, Théâtre de l'Odéon, Paris.

## Filmographie

### Cinéma
- 2009 : La Dame de trèfle de Jérôme Bonnell : l'amant à mobylette
- 2010 : Homme au bain de Christophe Honoré : le fiancé de Kate
- 2013 : Le Temps de l'aventure de Jérôme Bonnell : le jeune homme qui fait passer le casting
- 2013 : Quai d'Orsay de Bertrand Tavernier : Ludovic
- 2014 : Brèves de comptoir de Jean-Michel Ribes : le chirurgien
- 2014 : Une nouvelle amie de François Ozon : le collègue de Claire
- 2015 : Nous trois ou rien de Kheiron : Muhamad Tahib
- 2017 : Le Sens de la fête d'Éric Toledano et Olivier Nakache : le futur marié à l'hôtel
- 2017 : Maryline de Guillaume Gallienne : le médecin de garde
- 2018 : L'Ordre des médecins de David Roux : Dr Feterman
- 2018 : Grâce à Dieu de François Ozon : journaliste lyonnais
- 2019 : Les Hirondelles de Kaboul de Zabou Breitman et Éléa Gobbé-Mévellec : Quassim / Le grand borgne (voix)
- 2020 : Le Discours de Laurent Tirard : Romain
- 2021 : Boîte noire de Yann Gozlan : Xavier Renaud
- 2021 : Guermantes de Christophe Honoré : lui-même
- 2021 : Robuste de Constance Meyer : Nicolas Canteret
- 2022 : Les Enfants des autres de Rebecca Zlotowski : Paul
- 2022 : Le Tourbillon de la vie d'Olivier Treiner : Gabriel
- 2023 : Le Consentement de Vanessa Filho : le père de Vanessa
- 2023 : La Nouvelle Femme de Léa Todorov : Jean Itard
- 2024 : Pendant ce temps sur Terre de Jérémy Clapin : Franck Martens (voix)
- 2024 : Sarah Bernhardt, la Divine de Guillaume Nicloux : Samuel Pozzi

### Télévision
- 2017 : Oblomov de Guillaume Gallienne (téléfilm) : Andreï Ivanovitch Stolz
- 2018 : Un entretien, épisode 5 Minutieux de Julien Patry (série télévisée) : le candidat
- 2018 : Ad Vitam de Thomas Cailley, épisodes 4 et 5 (série télévisée) : le barbu au magasin de la mort
- 2019 : Les Sauvages de Rebecca Zlotowski (mini série télévisée) : Christophe Mura
- 2020 : Validé, trois épisodes (série télévisée) : Nicolas Gramond
- 2020 : Grand amour de Clément Guinamard et Nicolas Mongin (téléfilm)
- 2022 : Comme une pierre qui roule... 1965, en studio avec Bob Dylan de Julien Condemine (téléfilm) : Bob Dylan
- 2024 : Les Enfants sont rois, créé par Judith Havas et Victor Rodenbach, réalisé par Sébastien Marnier (série télévisée) : Bruno
- 2025 : Clean de Cathy Verney (série télévisée) : David

### Clip
- 2024 : Octave Lissner : Superquick réalisé par Constance Meyer : le troisième policier